# Darko Zec
Darko Zec, slovenski nogometaš, * 21. februar 1989, Ljubljana.
Zec je profesionalni nogometaš, ki igra na položaju branilca. Od leta 2025 je član slovenskega kluba Dob. Ped tem je igral za slovenske klube Domžale, Rudar Velenje, Triglav Kranj, Bravo in Ilirijo 1911, bosansko-hercegovski Radnik Bijeljina ter avstrijske SAK Celovec, DSG Sele/Zell in Donau Klagenfurt. Skupno je v prvi slovenski ligi odigral 201 tekmo in dosegel 11 golov. Z Domžalami je v sezoni 2007/08 osvojil naslov slovenskega državnega prvaka, leta 2011 slovenski pokal ter v letih 2007 in 2011 SuperPokal. Bil je tudi član slovenske reprezentance do 18, 19 in 21 let.